# Gombóc és Rozsdás
A Gombóc és Rozsdás vagy Bundás és Rozsdás (eredeti cím: Chucklewood Critters) 1983-tól 1999-ig futott amerikai–kanadai televíziós rajzfilmsorozat, amelyet az Encore Enterprises készített. A forgatókönyvet John Bradford és John Bates írta, rajzfilmsorozatot Tony Love és Bill Hutten rendezte, a zenéjét Richard Friedman szerezte. Magyarországon a premierjét az M1 vetítette, az ismétlését az M2 sugározta, új szinkronnal a Duna TV adta.

## Ismertető
A történet főhőse egy medvekölyök és egy rókakölyök, akiknek sok kalandos élményük van az erdőben, és még a városban is járnak.

## Szereplők

### Rövidfilm sorozat
| Szereplő        | Szereplő                                      | Szereplő     | Eredeti hang                                                                                             | Magyar hang                          | Magyar hang                    | Magyar hang                   |
| 1. szereposztás | 2. szereposztás                               | Eredeti név  | Eredeti hang                                                                                             | 1. magyar szinkron (MTV1, 1990-1991) | 2. magyar szinkron (TV3, 1997) | 3. magyar szinkron (M1, 2004) |
| --------------- | --------------------------------------------- | ------------ | --- | ------------------------------------ | ------------------------------ | ----------------------------- |
| Gombóc          | Bundás                                        | Buttons      | Barbara Goodson                                                                                          | Papp Ágnes (1-4)                     | Gerő Gábor                     | Hamvas Dániel                 |
| Gombóc          | Bundás                                        | Buttons      | Egy mackógyerek, aki a Chucklewood Parki barlangon él a szüleivel Abnerrel és Bridgettel.                |                                      |                                |                               |
| Rozsdás         | Rozsdás                                       | Rusty        | Mona Marshall                                                                                            | Csere Ágnes (1-4)                    | Glósz Viktor                   | Böhm Anita                    |
| Rozsdás         | Rozsdás                                       | Rusty        | Egy rókakölyök, a szüleivel George-al és Rosie-val ugyanabban a barlangban él, mint Gombóc családja.     |                                      |                                |                               |
| Abner           | Dömper                                        | Abner        | Alvy Moore                                                                                               | Kránitz Lajos (1-4)                  | Melis Gábor                    | Faragó András                 |
| Abner           | Dömper                                        | Abner        | A medve apuka, Gombóc apja, Bridgett férje, George lakótársa.                                            |                                      |                                |                               |
| George          | Gordon                                        | George       | Bill Ratner (1-3) Robert Axelrod(4/7)                                                                    | Kárpáti Tibor (1-4)                  | Minárovits Péter               | Bácskai János                 |
| George          | Gordon                                        | George       | A róka apuka, Rozsdás apja, Rosie férje, Abner lakótársa.                                                |                                      |                                |                               |
| Bridgett        | Bridgett                                      | Bridgett     | Morgan Lofting (1-3) Oceana Marr (4-9)                                                                   | Czigány Judit (1-4)                  | Bessenyei Emma                 | Málnai Zsuzsa                 |
| Bridgett        | Bridgett                                      | Bridgett     | A medve anyuka, Gombóc anyja, Abner felesége, Rosie barátnője                                            |                                      |                                |                               |
| Rosie           | Rosie                                         | Rosie        | Kathy Ritter                                                                                             | Fabó Györgyi (1-4)                   | Braun Rita                     | Simorjay Emese                |
| Rosie           | Rosie                                         | Rosie        | A róka anyuka, Rozsdás anyja, George felesége, Bridgett barátnője                                        |                                      |                                |                               |
| Jones vadőr     | Jónás vadőr (1. szo.) Vilmos erdész (2. szo.) | Ranger Jones | Bill Boyett                                                                                              | Beregi Péter (1-4)                   | Makay Sándor                   | Forgács Gábor                 |
| Jones vadőr     | Jónás vadőr (1. szo.) Vilmos erdész (2. szo.) | Ranger Jones | A Chucklewood parkőre, az egyetlen ember a sorozatban.                                                   |                                      |                                |                               |
| Ugri-bugri      | Tappancs                                      | Skipper      | Dan Roth                                                                                                 | Kassai Károly (4. részben)           | N/A                            | Sótonyi Gábor                 |
| Ugri-bugri      | Tappancs                                      | Skipper      | Egy nyuszi fiú Chucklewoodban, Gombóc és Rozsdás barátja.                                                |                                      |                                |                               |
| Tapsi           | Pamacs                                        | Bluebell     | Mona Marshall                                                                                            | Balogh Erika (4. részben)            | N/A                            | Simon Eszter                  |
| Tapsi           | Pamacs                                        | Bluebell     | Egy nyuszi lány Chucklewoodban, Gombóc és Rozsdás barátja.                                               |                                      |                                |                               |
| Franklin        | Boglyas                                       | Franklin     | Steve Bulen                                                                                              | –                                    | N/A                            | Bolla Róbert (9. részben)     |
| Franklin        | Boglyas                                       | Franklin     | Az állatkölykök bagoly tanára és rapénekes is.                                                           |                                      |                                |                               |
| Bearbette       | Bearbette                                     | Bearbette    | Mona Marshall                                                                                            | –                                    | N/A                            | Mezei Kitty (7-9)             |
| Bearbette       | Bearbette                                     | Bearbette    | Egy csinos mackó lánygyerek Chucklewoodban, Frisky testvére, Gombóc barátnője.                           |                                      |                                |                               |
| Frisky          | Frisky                                        | Frisky       | Barbara Goodson                                                                                          | –                                    | N/A                            | N/A                           |
| Frisky          | Frisky                                        | Frisky       | Egy csinos róka lánygyerek Chucklewoodban, Bearbette szüleinek örökbe fogadott lánya, Rozsdás barátnője. |                                      |                                |                               |
| Turner          | Turner                                        | Turner       | N/A | –                                    | Seszták Szabolcs (6-9)         | Seszták Szabolcs (6-9)        |
| Turner          | Turner                                        | Turner       | Egy teknős fiú Chucklewoodban, Gombóc és Rozsdás barátja és osztálytársa.                                |                                      |                                |                               |
| Lester          | Galiba                                        | Lester       | Doug Stone                                                                                               | –                                    | N/A                            | ifj. Jászai László (7-8)      |
| Lester          | Galiba                                        | Lester       | Egy bölcs aligátor, aki a mellékfolyónál él.                                                             |                                      |                                |                               |
| Skeeter         | Skeeter                                       | Skeeter      | Doug Stone                                                                                               | –                                    | Szokol Péter (8-9)             | Szokol Péter (8-9)            |
| Skeeter         | Skeeter                                       | Skeeter      | Egy egér, Gombóc és Rozsdás barátja.                                                                     |                                      |                                |                               |
| Hápi            | Hápi                                          | Quacker      | N/A | –                                    | N/A                            | Vári Attila (8. részben)      |
| Hápi            | Hápi                                          | Quacker      | Piros sapkás, piros sálas kacsa, Gombóc és Rozsdás barátja.                                              |                                      |                                |                               |
| Freddy          | Freddy                                        | Freddy       | N/A | –                                    | N/A                            | N/A                           |
| Freddy          | Freddy                                        | Freddy       | Egy mosómaci fiú Chucklewoodban, Gombóc és Rozsdás barátja és osztálytársa.                              |                                      |                                |                               |

### Sorozatban
| Szereplő        | Szereplő        | Szereplő     | Eredeti hang                                                                                             | Magyar hang                   | Magyar hang                        |
| 1. szereposztás | 2. szereposztás | Eredeti név  | Eredeti hang                                                                                             | 1. magyar változat (M1, 2005) | 2. magyar változat (Duna TV, 2007) |
| --------------- | --------------- | ------------ | --- | ----------------------------- | ---------------------------------- |
| Gombóc          | Bundás          | Buttons      | Barbara Goodson                                                                                          | Berkes Bence                  | Pálmai Szabolcs                    |
| Gombóc          | Bundás          | Buttons      | Egy mackógyerek, aki a Chucklewood Parki barlangon él a szüleivel Abnerrel és Bridgettel.                |                               |                                    |
| Rozsdás         | Rozsdás         | Rusty        | Mona Marshall                                                                                            | Berkes Boglárka               | Ruttkay Laura                      |
| Rozsdás         | Rozsdás         | Rusty        | Egy rókakölyök, a szüleivel George-al és Rosie-val ugyanabban a barlangban él, mint Gombóc családja.     |                               |                                    |
| Abner           | Dömper          | Abner        | Alvy Moore                                                                                               | Péter Richárd                 | Papp János                         |
| Abner           | Dömper          | Abner        | A medve apuka, Gombóc apja, Bridgett férje, George lakótársa.                                            |                               |                                    |
| George          | Gordon          | George       | Robert Axelrod                                                                                           | Wohlmuth István               | Kapácsy Miklós                     |
| George          | Gordon          | George       | A róka apuka, Rozsdás apja, Rosie férje, Abner lakótársa.                                                |                               |                                    |
| Bridgett        | Bridgett        | Bridgett     | Oceana Marr                                                                                              | Koffler Gizi                  | Szabó Éva                          |
| Bridgett        | Bridgett        | Bridgett     | A medve anyuka, Gombóc anyja, Abner felesége, Rosie barátnője                                            |                               |                                    |
| Rosie           | Rosie           | Rosie        | Kathy Ritter                                                                                             | Dallos Szilvia                | Koffler Gizi                       |
| Rosie           | Rosie           | Rosie        | A róka anyuka, Rozsdás anyja, George felesége, Bridgett barátnője                                        |                               |                                    |
| Jones vadőr     | Jónás vadőr     | Ranger Jones | Bill Boyett                                                                                              | Gruber Hugó                   | Besenczi Árpád                     |
| Jones vadőr     | Jónás vadőr     | Ranger Jones | A Chucklewood parkőre, az egyetlen ember a sorozatban.                                                   |                               |                                    |
| Franklin        | Boglyas         | Franklin     | Steve Bulen                                                                                              | Pálfai Péter                  | Pálfai Péter                       |
| Franklin        | Boglyas         | Franklin     | Az állatkölykök bagoly tanára, és Rapénekes is.                                                          |                               |                                    |
| Ugri-bugri      | Tappancs        | Skipper      | Dan Roth                                                                                                 | ?                             | ?                                  |
| Ugri-bugri      | Tappancs        | Skipper      | Egy nyuszi fiú Chucklewoodban, Gombóc és Rozsdás barátja.                                                |                               |                                    |
| Tapsi           | Pamacs          | Bluebell     | Mona Marshall                                                                                            | ?                             | ?                                  |
| Tapsi           | Pamacs          | Bluebell     | Egy nyuszi lány Chucklewoodban, Gombóc és Rozsdás barátja.                                               |                               |                                    |
| Bearbette       | Bearbette       | Bearbette    | Mona Marshall                                                                                            | ?                             | ?                                  |
| Bearbette       | Bearbette       | Bearbette    | Egy csinos mackó lánygyerek Chucklewoodban, Frisky testvére, Gombóc barátnője.                           |                               |                                    |
| Frisky          | Frisky          | Frisky       | Barbara Goodson                                                                                          | ?                             | ?                                  |
| Frisky          | Frisky          | Frisky       | Egy csinos róka lánygyerek Chucklewoodban, Bearbette szüleinek örökbe fogadott lánya, Rozsdás barátnője. |                               |                                    |
| Turner          | Turner          | Turner       | ? | Hujber Ferenc                 | ?                                  |
| Turner          | Turner          | Turner       | Egy teknős fiú Chucklewoodban, Gombóc és Rozsdás barátja és osztálytársa.                                |                               |                                    |
| Lester          | Galiba          | Lester       | Doug Stone                                                                                               | ?                             | ?                                  |
| Lester          | Galiba          | Lester       | Egy bölcs aligátor, aki a mellékfolyónál él.                                                             |                               |                                    |
| Skeeter         | Skeeter         | Skeeter      | Doug Stone                                                                                               | Szokol Péter                  | Szokol Péter                       |
| Skeeter         | Skeeter         | Skeeter      | Egy egér, Gombóc és Rozsdás barátja.                                                                     |                               |                                    |
| Hápi            | Hápi            | Quacker      | ? | ?                             | ?                                  |
| Hápi            | Hápi            | Quacker      | Piros sapkás, piros sálas kacsa, Gombóc és Rozsdás barátja.                                              |                               |                                    |
| Freddy          | Freddy          | Freddy       | ? | ?                             | ?                                  |
| Freddy          | Freddy          | Freddy       | Egy mosómaci fiú Chucklewoodban, Gombóc és Rozsdás barátja és osztálytársa.                              |                               |                                    |

## Epizódok

### Kilenc epizód
1. Karácsonyfa-vonat (1983)
2. Melyik az igazi? (Szellem-jellem) (1984)
3. Pulykafogók (A pulykaakció) (1985)
4. Húsvét Neveterdőben (Itt a tojás, hol a tojás) (1986)
5. A kalandjáró (1991)
6. Anya csak egy van (1992)
7. Láposméz (1992)
8. Kisállatok karácsonya (1993)
9. Suli-muri (1994)

### Huszonhat epizód
| #   | Kód | Kód  | Magyar cím                      | Magyar cím                               | Eredeti cím                                     | Magyar premier     | Magyar premier     | Eredeti premier   |
| #   | M1  | Duna | 1. magyar változat              | 2. magyar változat                       | Eredeti cím                                     | 1. magyar változat | 2. magyar változat | Eredeti premier   |
| --- | --- | ---- | ------------------------------- | ---------------------------------------- | ----------------------------------------------- | ------------------ | ------------------ | ----------------- |
| 1.  | 1.  | 4.   | Védett állatfaj                 | Sármancsinvázió                          | Mudcats Galore                                  | 2005. június 13.   | 2007. november 10. | 1998. január 6.   |
| 2.  | 2.  | 2.   | Rokonok                         | Családi kötelék                          | Chucklewood Cousins                             | 2005. június 14.   | 2007. október 26.  | 1998. január 13.  |
| 3.  | 3.  | 6.   | Lazacszezon                     | A nagy lazachorgászat                    | The Salmon are Running                          | 2005. június 15.   | 2007. november 17. | 1998. január 20.  |
| 4.  | 4.  | 7.   | A földrengés                    | A földrengés                             | The Big One                                     | 2005. június 16.   | 2007. november 24. | 1998. január 27.  |
| 5.  | 5.  | 1.   | Orral előre                     | A nagy bűzvész                           | No Cave Like Home                               | 2005. június 17.   | 2007. október 22.  | 1998. február 3.  |
| 6.  | 6.  | 5.   | A kék folyadék                  | Szegény Természetanyánk!                 | Mother Nature's Missing                         | 2005. június 20.   | 2007. november 16. | 1998. február 10. |
| 7.  | 7.  | 8.   | A nagy vásár                    | A csaló utazóügynök                      | An Eye for a Tooth                              | 2005. június 21.   | 2008. január 1.    | 1998. február 17. |
| 8.  | 8.  | 9.   | A titok                         | A settenkedő sütitolvaj rejtélye         | The Mystery of the Sneaky Snacker               | 2005. június 22.   | 2008. január 11.   | 1998. február 24. |
| 9.  | 9.  | 13.  | Amit csak akarsz                | Nem tehetsz meg bármit                   | Anything You Can Do…?                           | 2005. június 23.   | 2008. január 19.   | 1998. március 3.  |
| 10. | 11. | 3.   | Vad folyók                      | Dühöngő folyók                           | Raging Rivers                                   | 2005. június 27.   | 2007. november 3.  | 1998. március 10. |
| 11. | 10. | 11.  | Otthon, édes otthon             | Mindenhol jó, de legjobb otthon          | Scenter of Attention                            | 2005. június 24.   | 2008. január 16.   | 1998. március 17. |
| 12. | 12. | 12.  | Az idő                          | Sok-sok ezer éve                         | Timeout                                         | 2005. június 28.   | 2008. január 18.   | 1998. március 24. |
| 13  | 13  | 14   | Család                          | Családi viszály                          | Family Feud                                     | 2005. június 29.   | 2008. január 23.   | 1998. március 31. |
| 14  | 18  | 19   | A forrás                        | Örök tavasz                              | Spring Eternal                                  | 2005. július 6.    | 2008. február 2.   | 1999. március 6.  |
| 15. | 19. | 20.  | A vendég                        | A nagyi, aki átjött vacsorára            | The Gram who Came to Dinner                     | 2005. július 7.    | 2008. február 6.   | 1999. március 13. |
| 16. | 20. | 22.  | A bűvös kő                      | A kívánságkő                             | The Wishing Stone                               | 2005. július 8.    | 2008. február 9.   | 1999. március 20. |
| 17. | 21. | 10.  | Mosolyogj, Galiba!              | Mosolyogjál, Lester!                     | Smile Please Lester                             | 2005. július 11.   | 2008. január 12.   | 1999. március 27. |
| 18. | 14. | 15.  | A tél csodái                    | Téli csoda                               | Winter Wonder                                   | 2005. június 30.   | 2008. január 25.   | 1999. április 8.  |
| 19. | 15. | 16.  | A tó szörnyetege                | A Vígerdő-tó szörnye                     | The Creature from Chucklewood Lake              | 2005. július 1.    | 2008. január 26.   | 1999. április 15. |
| 20. | 16. | 17.  | A családfa                      | Honnan jöttem?                           | Where Did I Come From?                          | 2005. július 4.    | 2008. január 30.   | 1999. április 22. |
| 21. | 17. | 18.  | Nóra                            | A mindentudó Nóra                        | Nora Know It Owl                                | 2005. július 5.    | 2008. február 1.   | 1999. április 29. |
| 22. | 22. | 21.  | A magányos póni                 | A magányos póni                          | The Lone Pony                                   | 2005. július 12.   | 2008. február 8.   | 1999. június 3.   |
| 23. | 23. | 23.  | A földön kívüli                 | Azonosítatlan szőrös alak                | Unidentified Furry Object                       | 2005. július 13.   | 2008. február 13.  | 1999. június 10.  |
| 24. | 25. | 25.  | A kincs – 1. rész: A keresés    | A Vígerdő kincse – 1. rész: A kutatás    | The Treasure of Chucklewood, Part 1: The Search | 2005. július 15.   | 2008. február 16.  | 1999. július 8.   |
| 25. | 26. | 26.  | A kincs – 2. rész: A mentőakció | A Vígerdő kincse – 2. rész: A mentőakció | The Treasure of Chucklewood, Part 2: The Rescue | 2005. július 18.   | 2008. február 20.  | 1999. július 15.  |
| 26. | 24. | 24.  | Olimpiai játékok                | Győzzön a jobbik!                        | Arrival of the Fittest                          | 2005. július 14.   | 2008. február 15.  | 1999. július 22.  |